# Öljeitü

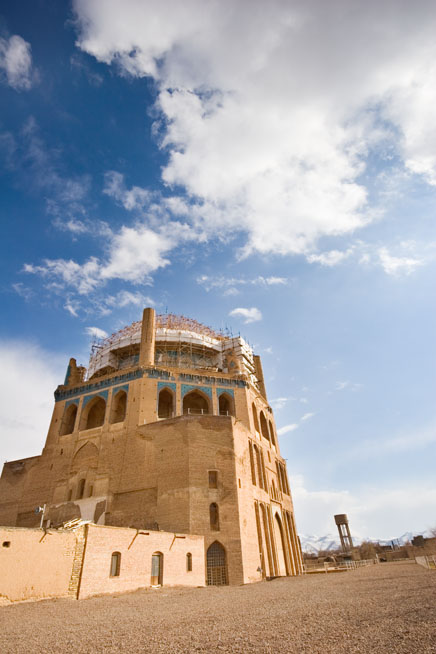
El mausoleo de Öljeitü en Soltaniyeh.

Ölyeitü, también conocido como Mohammad Jodabandé, (1280 - 16 de diciembre de 1316) fue el octavo kan mongol de Persia. Durante su gobierno, de 1304 a 1316, se proclamó la rama chiita duodecimana del islam como la religión oficial del Ilkanato, primera vez en la historia de Irán.

## Biografía
Recibió el bautismo cristiano y su madre le dio el nombre de Nicolás, en honor al Papa Nicolás IV. En su juventud se convirtió al budismo y luego a la rama sunita del Islam, tomando el nombre Mohammad Jodabandé. Tras la muerte de su hermano Ghazan en 1304, terminó con sus rivales con facilidad y accedió a un reinado relativamente pacífico. En 1307 conquistó la provincia de Guilán, en las costa meridional del mar Caspio, y frustró una rebelión potencialmente peligrosa en Herat. Heredó la tradicional rivalidad de sus ancestros con los mamelucos, y consecuentemente organizó una expedición para invadir sus territorios en 1312. La expedición, que fue mal organizada, tuvo que ser abandonada en vista de que los europeos no brindaron a los mongoles la ayuda que éstos esperaban.
Ölyeitü cambió de credo religioso en varias ocasiones. Se atribuye su conversión al sunismo a una de sus esposas. Durante el invierno de 1307-1308 ocurrieron varias confrontaciones religiosas entre los seguidores de dos escuelas del sunismo que disgustaron tanto a Öljeitü que llegó a considerar convertirse de vuelta al budismo, hecho que resultó ser políticamente imposible. Influenciado en gran medida por el ulema duodecimano Al-Hilli, adoptó el chiismo, y a su regreso a la tumba de Ali en Irak (1309-1310), proclamó el chiismo como la religión oficial de Irán, mandando acuñar moneda en todas las ciudades con la inscripción de los nombres de los doce imam y de la fórmula ʿAlī walī Allāh («Alí es el custodio de Dios»), signo distintivo de la profesión de fe duodecimana.
Asimismo, fue un patrón de las artes. Mandó a construir una nueva capital en Soltaniyeh, cerca de Qazvín; obra que requirió del esfuerzo de muchos artesanos, quienes la convirtieron en una obra maestra de la arquitectura del Ilkanato. Brindó su apoyo a los poetas iraníes, a la vez que animó y apoyó la obra de Historia universal de Rashid ad-Din.
| Predecesor: Ghazan | Gobernante del Ilkanato 1304 - 1316 | Sucesor: Abu Sa'id |